# Acanthobrama tricolor
Acanthobrama tricolor är en fiskart som först beskrevs av Lortet, 1883.  Acanthobrama tricolor ingår i släktet Acanthobrama och familjen karpfiskar. Inga underarter finns listade i Catalogue of Life.